# Antonio Fontanesi

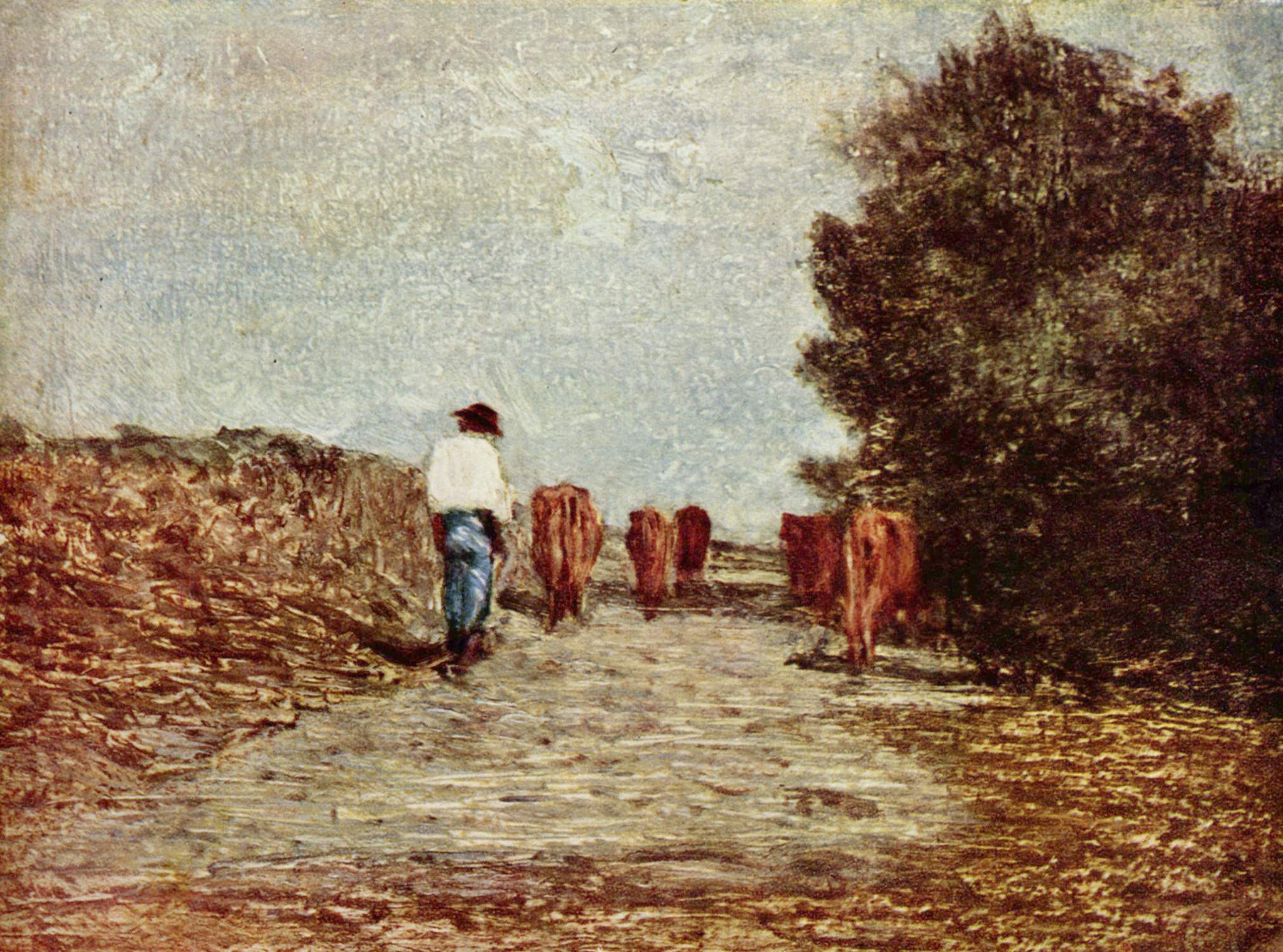
Der Pandilla zur Weide (El Curso a la Pastura), óleo sobre madera, Galleria Sabauda.

Antonio Fontanesi (Reggio Emilia, Emilia-Romaña, Italia, 23 de febrero de 1818 – 17 de abril de 1882) fue un pintor italiano que vivió en el periodo Meiji en Japón entre 1876 y 1878. Introdujo técnicas europeas de pintura al óleo a Japón, y ejerció un rol significativo en el desarrollo del estilo Occidental moderno japonés yōga. Es conocido para sus trabajos en el estilo romántico de la escuela francesa Barbizon.

## Biografía
Fontanesi nació en Reggio Emilia, Emilia-Romagna, y entrenado con los pintores de paisaje Prospero Minghetti y Vincenzo Carnevali. De 1841 a 1846, hizo escenarios para teatro y empezó a pintar paisajes.
En 1848, se unió a un grupo de voluntarios del movimiento garibaldino que fue a Milán para luchar con la legión de Manara contra los austríacos. En 1859,  se unió brevemente a las fuerzas armadas de Cavour en Bolonia.
En 1850,  mueva a Génova, donde se quedó hasta 1865. Su área principal de interés era la pintura de paisaje, la cual expandió después de visitar la Exhibición Universal en París de 1855. En 1863,  intentó establecerse en Londres, pero encontró pocas comisiones o trabajo.  Completó una serie de acuarelas de pinturas en la Galería Nacional. Regresó a Florencia, donde se quede con el pintor amigo Cristiano Banti.
Participó en exposiciones artísticas importantes, mostrando sus trabajos en Lyon, Turin, Milán, Florencia, Génova y el Triennial Exposición de Arte Bueno en Bologna. Esté nominado profesor en la Academia de Lucca, pero se movió a Turin cuando un asiento como profesor de paisaje fue creado especialmente para él en la Accademia Albertina en Turin de 1869 a 1876.

## Carrera en Japón
En 1876, la Escuela Técnica de Bellas Artes (Kobu Bijutsu Gakko), (más tarde, parte de la Universidad de Tecnología, y después del Instituto de Tokio de Tecnología), una escuela de arte de pintura y escultura fue fundada en Tokio bajo la supervisión del Ministerio de Industria. Esta fue la primera escuela de arte gubernamental fundada en Japón.[cita requerida]
Por recomendación del ministro italiano a Tokio, Conte Alessandro Fe, el gobierno Meiji contrató tres artistas italianos como consejeros extranjeros: Vincenzo Ragusa (1841-1927) para escultura; Antonio Fontanesi para dibujo y Giovanni Cappelletti (muerto 1885) para el curso preparatorio. El trío influyó el desarrollo de arquitectura y arte japoneses a través del luego varias décadas. La aceptación de profesores en arte solo de Italia estuvo basada en la política no oficial de gobierno de aceptar consejo militar de Francia; consejo industrial de Gran Bretaña; consejo agrícola de los Estados Unidos; y consejo legal y médico de Alemania.
Fontanesi Introdujo las técnicas de carboncillo, crayón y pinturas al óleo a su alumnado japonés, que incluyó a Asai Chū y Yamamoto Hosui. Él también enseñó conceptos occidentales de perspectiva, anatomía y sketching de vida. Su carrera en Japón estuvo cortada de tajo por una enfermedad seria, que le forzó para regresar a Italia en 1878.